# Morimoto Tsukasa
Morimoto Tsukasa (森本 良 Morimoto Tsukasa, sinh ngày 24 tháng 6 năm 1988) là một cầu thủ bóng đá người Nhật Bản. Anh thi đấu cho Nara Club.

## Thống kê câu lạc bộ
Cập nhật đến ngày 20 tháng 2 năm 2017.
| Thành tích câu lạc bộ | Thành tích câu lạc bộ | Thành tích câu lạc bộ | Giải vô địch | Giải vô địch | Cúp                   | Cúp                   | Tổng cộng | Tổng cộng |
| Mùa giải              | Câu lạc bộ            | Giải vô địch          | Số trận      | Bàn thắng    | Số trận               | Bàn thắng             | Số trận   | Bàn thắng |
| Nhật Bản              | Nhật Bản              | Nhật Bản              | Giải vô địch | Giải vô địch | Cúp Hoàng đế Nhật Bản | Cúp Hoàng đế Nhật Bản | Tổng cộng | Tổng cộng |
| --------------------- | --------------------- | --------------------- | ------------ | ------------ | --------------------- | --------------------- | --------- | --------- |
| 2010                  | Sagan Tosu            | J2 League             | 3            | 0            | 0                     | 0                     | 3         | 0         |
| 2011                  | Yokohama FC           | J2 League             | 16           | 1            | 0                     | 0                     | 16        | 1         |
| 2012                  | Yokohama FC           | J2 League             | 23           | 3            | 0                     | 0                     | 23        | 3         |
| 2013                  | Yokohama FC           | J2 League             | 10           | 0            | 0                     | 0                     | 10        | 0         |
| 2014                  | SC Sagamihara         | J3 League             | 14           | 0            | –                     | –                     | 14        | 0         |
| 2015                  | Yokohama FC           | J2 League             | 10           | 0            | 2                     | 0                     | 12        | 0         |
| 2016                  | Nara Club             | JFL                   | 28           | 0            | 2                     | 0                     | 30        | 0         |
| Tổng                  | Tổng                  | Tổng                  | 104          | 4            | 4                     | 0                     | 108       | 4         |